# Henri Gourdon de Genouillac
Henri Gourdon de Genouillac (Parigi, 25 settembre 1826 – Parigi, 24 aprile 1898) è stato uno storico francese, romanziere e araldista specializzato nella nobiltà francese e nei suoi stemmi. Fu redattore scientifico del Journal des employés de Paris, del Journal héraldique, del Monde artiste (1862-1898) e del Passe-temps, journal littéraire, aneddotique.

## Biografia
Era figlio di Léonard Germain Gourdon, chef, e di Esther Frédéric..
Sposò Eugénie Louise Françoise Lepesan.

## Opere
- (FR)  Dictionnaire des fiefs, seigneuries, châtellenies, etc: de l'ancienne France, Paris, E. Dentu, 1862
- (FR)  Recueil d'armoiries des maisons nobles de France, Paris, E. Dentu, 1860
- (FR)  L'Art héraldique, Paris, Quantin, 1860
- (FR)  Dictionnaire historique des Ordres de chevalerie, Paris, 1860
- (FR)  Les Mystères du blason, de la noblesse et de la féodalité : curiosités, bizarreries et singularités, Paris, E. Dentu, 1868
- (FR)  Le Crime de 1804, Paris, E. Dentu, 1873, 346 pages.
- (FR)  Paris à travers les siècles: histoire nationale de Paris et des Parisiens depuis la fondation de Lutèce jusqu'à nos jours, Paris, F. Roy, 1879-1882, 5 vol.
- (FR)  Les Convulsionnaires de Paris, suivi de Les Compagnons de la Marjolaine, Paris, Capiomont aîné et Calvet, 1881
- (FR)  L'Église et la Chasse, Paris, Jouaust, 1886, 136 pages.